# مارچوبه سرخسی
اسپاراگوس ستاسیوس(نام علمی: Asparagus setaceus) نام یک گونه از تیره مارچوبگان است.